# Z podniesionym czołem 3: W imię sprawiedliwości
Z podniesionym czołem 3: W imię sprawiedliwości (ang. Walking Tall: Lone Justice) – amerykański film sensacyjny z 2007 roku w reżyserii Trippa Reeda. Wyprodukowany przez Sony Pictures Entertainment. Kontynuacje filmów Z podniesionym czołem (2004) i Z podniesionym czołem 2: Odwet (2007).

## Opis fabuły
Dallas. Zeznania agentki FBI Kate Jensen (Yvette Nipar) są jedyną szansą, by doprowadzić do skazania gangsterów. Kobiecie grozi niebezpieczeństwo. Jej partner, szeryf Prescott (Kevin Sorbo), robi wszystko, by chronić ukochaną.

## Obsada
- Kevin Sorbo jako Nick Prescott
- Yvette Nipar jako agentka Kate Jensen
- Haley Ramm jako Samantha Jensen
- Elizabeth Barondes jako agentka Marcia Tunney
- Rodrigo de la Rosa jako Octavio Perez
- Christina Hearn jako Ramona
- Jonny Cruz jako Ciro
- Mark W. Johnson jako porucznik Doug Maxwell
- Benjamin Burdick jako agent Russell
- Gail Cronauer jako Emma Prescott
- Jennifer Sipes jako Crystal Martin
- Jackson Hurst jako Hank

i inni